# 4402 Цунеморі
4402 Цунеморі (4402 Tsunemori) — астероїд головного поясу, відкритий 25 лютого 1987 року.
Тіссеранів параметр щодо Юпітера — 3,276.
Названо на честь Цунеморі (яп. つねもり(経盛) цунеморі).